# Condado de Glynn
El condado de Glynn (en inglés: Glynn County), fundado en 1777, es uno de 159 condados del estado estadounidense de Georgia. En el año 2020, el condado tenía una población de 84 499 habitantes y una densidad poblacional de 77 personas por km². La sede del condado es Brunswick. El condado recibe su nombre en honor al alcalde de Savannah William Washington Glynn.

## Geografía
Según la Oficina del Censo, el condado tiene un área total de 1515 km² (584,9 mi²), de la cual 1093 km² (422 mi²) es tierra y 422 km² (162,9 mi²) (27.82%) es agua.

### Condados adyacentes
- Condado de McIntosh (norte)
- Condado de Camden (surorte)
- Condado de Brantley (oeste)

## Demografía
Según el censo de 2000, los ingresos medios por hogar en el condado eran de $38 765, y los ingresos medios por familia eran $46 984. Los hombres tenían unos ingresos medios de $34 363 frente a los $23 558 para las mujeres. La renta per cápita para el condado era de $21 707 Alrededor del 15.10% de la población estaban por debajo del umbral de pobreza.

## Transporte

### Principales carreteras
- Interestatal 95
- U.S. Route 17
- U.S. Route 25
- U.S. Route 82
- U.S. Route 341
- Ruta Estatal 25
- Ruta Estatal 27
- Ruta Estatal 32
- Ruta Estatal 99
- Ruta Estatal 303
- Ruta Estatal 520

## Localidades
- Brunswick
- Country Club Estates
- Dock Junction
- St. Simons